# فيكتوريا أوجونتويي
فيكتوريا أوجونتويي (بالمجرية: Oguntoye Viktória)‏ مواليد 24 ديسمبر 1990 في شتوروفو، سلوفاكيا، هي لاعبة كرة يد مجرية تلعب كحارس مرمى. وصلت مع فريقها إلى نهائي دوري أبطال أوروبا لكرة اليد للسيدات في 2009.

## روابط خارجية
- فيكتوريا أوجونتويي على موقع الاتحاد الأوروبي لكرة اليد (الإنجليزية)